# Elimination Chamber (2018)
Elimination Chamber (2018) és un esdeveniment de pagament professional per a la lluita lliure (PPV) i un esdeveniment de WWE Network produït per WWE per a la marca Raw. Es va realitzar el 25 de febrer de 2018, al T-Mobile Arena de la Vall de Las Vegas, a Paradise, Nevada. Serà el vuitè esdeveniment sota la cronologia Elimination Chamber i la prima final de pagament exclusiu per a la vista sota la segona divisió de la marca següent a WrestleMania 34, totes les pay-per-views de WWE seran de doble marca, amb lluitadors de tots dos. Marques Raw i SmackDown. L'esdeveniment del 2018 també serà el primer que compti amb un partit de la Copa d'Eliminació de set lluitadors, i el primer esdeveniment per incloure un combat femení d'Elimination Chamber.

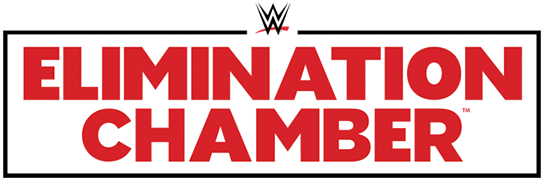
Cartell Elimination Chamber

## Combats
- Kick off: Luke Gallows i Karl Anderson van guanyar The Miztourage (Bo Dallas i Curtis Axel)

- Combat Elimination Chamber pel WWE Universal Championship en un combat durant el WrestleMania 34

Roman Reings va guanyar a Braun Strowman, Elias, Finn Bálor, John Cena, The Miz i Seth Rollins
- Combat Elimination Chamber pel WWE Raw Women's Championship

Alexa Bliss (c) va superar. Bayley, Mandy Rose, Mickie James, Sasha Banks i Sonya Deville
- Asuka va guanyar Nia Jax
- Matt Hardy va guanyar a Bray Wyatt
- Combat per parelles pel WWE Raw Tag Team Championship

Cesaro i Sheamus (c) van retenir els títols guanyant a Titus Worldwide (Apollo and Titus O'Neil)